# Coop & Cami: A voi la scelta
Coop & Cami: A voi la scelta (Coop & Cami Ask the World) è una serie televisiva statunitense creata da Boyce Bugliari e Jamie McLaughlin, trasmessa su Disney Channel dal 12 ottobre 2018. In Italia va in onda dal 24 febbraio 2019. 
La seconda stagione è andata in onda negli Stati Uniti partire dal 5 ottobre 2019.

## Trama
Coop e Cami sono due fratelli che gestiscono insieme un canale Internet in cui propongono sondaggi che aiutino loro e i loro follower a prendere diverse decisioni. 
Ad accompagnarli nei loro video ci sono spesso Fred, migliore amico di Coop e invaghito di Cami, Ollie, fratello minore di Coop e Cami, e Charlotte, la loro sorella maggiore.

## Episodi
| Stagione         | Episodi | Prima TV USA | Prima TV Italia |
| ---------------- | ------- | ------------ | --------------- |
| Prima stagione   | 21      | 2018-2019    | 2019            |
| Seconda stagione | 28      | 2019-2020    | 2021            |

## Sigla
La sigla, dal titolo Would You Rather, è cantata da Dakota Lotus e Ruby Rose Turner.